# Joseph Stilwell
Joseph Warren Stilwell (Palatka, 19 marzo 1883 – San Francisco, 12 ottobre 1946) è stato un generale statunitense.

## Biografia
Stilwell servì nel Teatro di Cina-Birmania-India durante la seconda guerra mondiale. Sfiduciato dai suoi alleati e mancante di risorse, era continuamente costretto a improvvisare. Era famoso per la sua strategia, le truppe di terra contro l'aviazione, con il suo subordinato Claire Chennault. Il generale George Marshall, Capo di stato maggiore dell'Esercito degli Stati Uniti, riconobbe di aver dato a Stilwell "uno dei compiti più difficili" di qualsiasi comandante di teatro. Famoso anche per aver comandato un battaglione di Marines per sedare la ribellione scatenata nel carcere di Alcatraz il 4 maggio 1946, Stilwell morì per un tumore dello stomaco il 12 ottobre dello stesso anno.